# Nebelsäurefassgerät

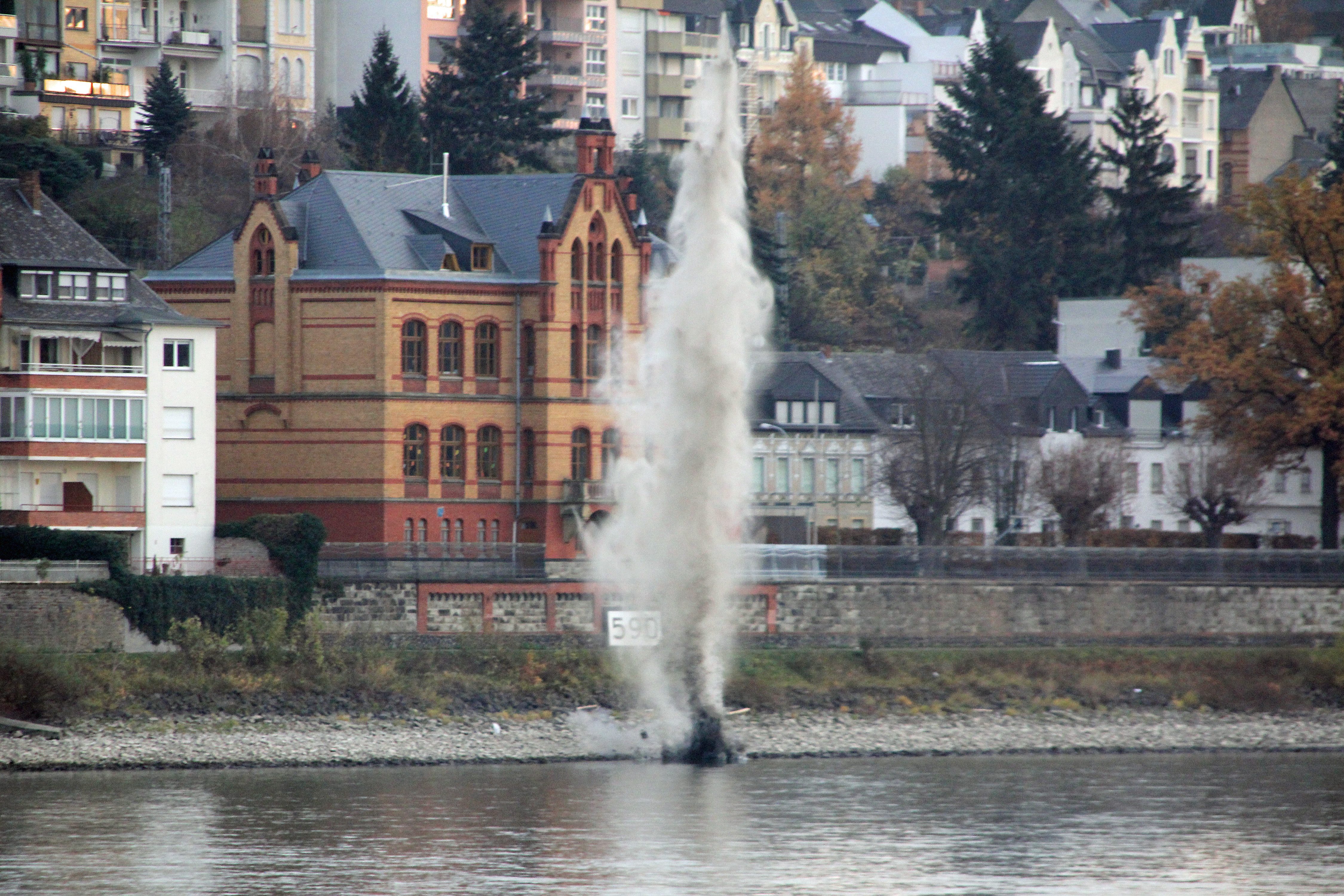
Sprengung eines Tarnnebelfasses in Koblenz-Pfaffendorf am 20. November 2011

Ein Nebelsäurefassgerät, umgangssprachlich auch Tarnnebelfass genannt, wird im militärischen Bereich verwendet, um sich mit Nebel vor Angriffen zu schützen. Nebelsäurefassgeräte werden von Flugzeugen oder Schiffen in das Wasser geworfen und erzeugen danach Nebelsäure.
Das Funktionsprinzip ist ähnlich dem einer Rauchgranate. Das Fass besteht aus drei Teilen: Einem Säurefass, einem Strahlrohr und einer Pressluftflasche. Mit der Pressluft wird die Säure im Fass unter Druck gesetzt und mittels des Strahlrohrs kann der Nebel entsprechend gelenkt werden. Meist wird Chlorsulfonsäure verwendet, die unter starker Rauchentwicklung mit Wasser zu Schwefel- und Salzsäure (Nebelsäure) reagiert. Die entstandenen Säuren sind sehr ätzend, weshalb sie unter anderem neben Metallen und organischen Stoffen auch die Atemwege stark schädigen können.
Nebelsäurefassgeräte wurden von Luftschutznebelabteilungen (LS-Nebelabteilungen) eingesetzt. Dabei gab es stationäre, bewegliche und vollmotorisierte Einheiten. Tarnnebelfässer wurden im Zweiten Weltkrieg verwendet, um die Rheinbrücken vor Luftangriffen zu schützen.